# 男道 (清原和博)
『男道』（おとこみち）は、元プロ野球選手の清原和博によって書かれた自叙伝。2009年に幻冬舎より出版。

## 概要
「波瀾万丈の野球人生を振り返る、最初で最後の自叙伝」と銘打ち、1967年の誕生から2008年の現役引退までが書かれている。
- 第一章 - 中学まで過ごした生まれ故郷の「岸和田」
- 第二章 - PL学園時代の「富田林」
- 第三章 - 西武時代の「所沢」
- 第四章 - 巨人時代の「東京」
- 第五章 - オリックス時代の「大阪」

## 売上
- 発売1週間の期間の売り上げは4位、新刊では1位[3]。
- 出版科学研究所による2009年1月の売り上げ3位[4]。
- 出版科学研究所による2009年上半期の売り上げ7位[5]。
- オリコンによる2009年上半期の売り上げ9位[6]。